# Ceratonia
Ceratonia L., 1753 este un gen de plante din subfamilia Caesalpinioideae.

## Specii
Genul Ceratonia cuprinde următoarele specii:
- Ceratonia chilensis (sinonim pentru Prosopis chilensis[2] după unii cercetățori), crește în America de Sud.
- Ceratonia coriacea[necesită citare]
- Ceratonia inermis[necesită citare]
- Ceratonia oreothauma[3] (peninsula arabă și Somalia)
- Ceratonia siliqua[4] (cunoscut sub numele de „roșcov”) are ca habitat natural regiunea mediteraneană și a fost adaptat și la alte regiuni cu climă caldă.

## Imagini

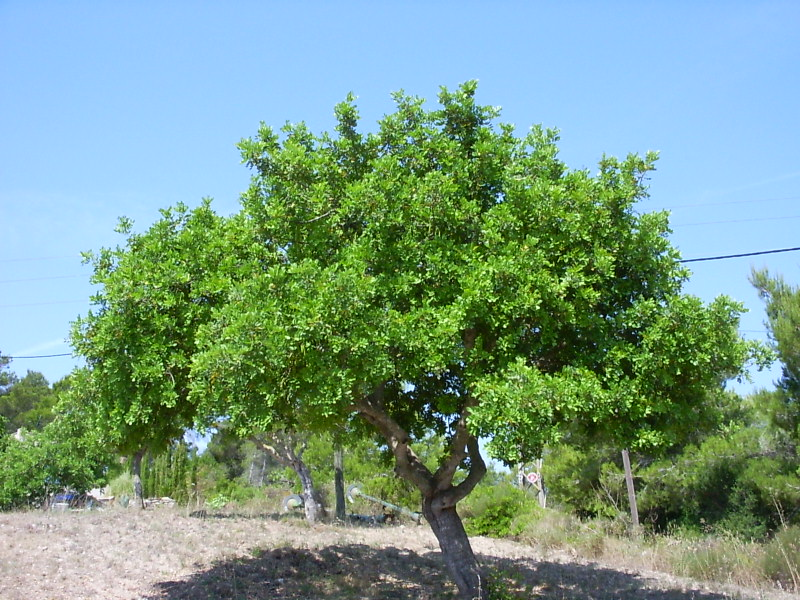
Arbore
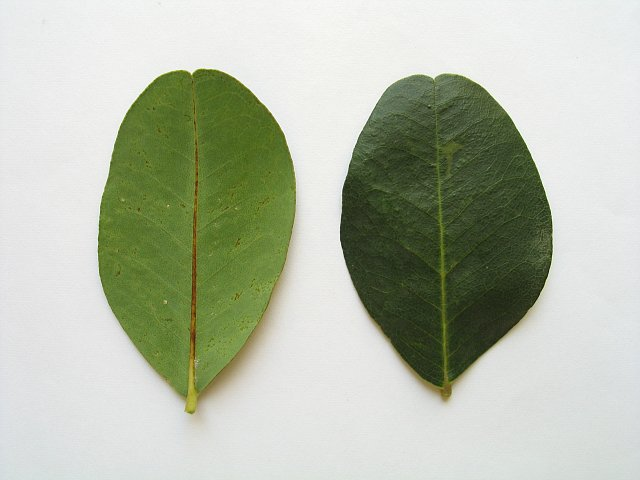
Frunze
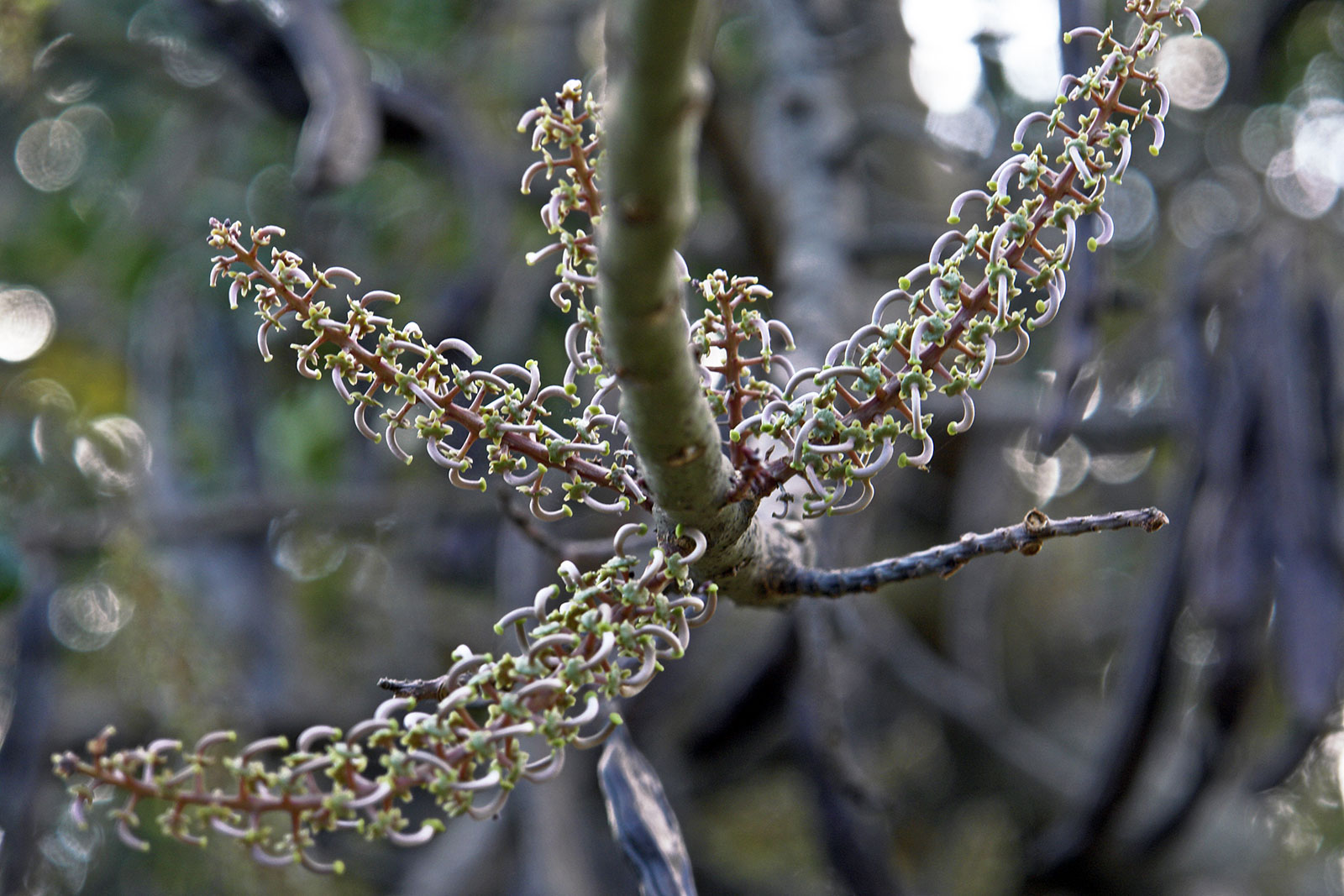
Flori
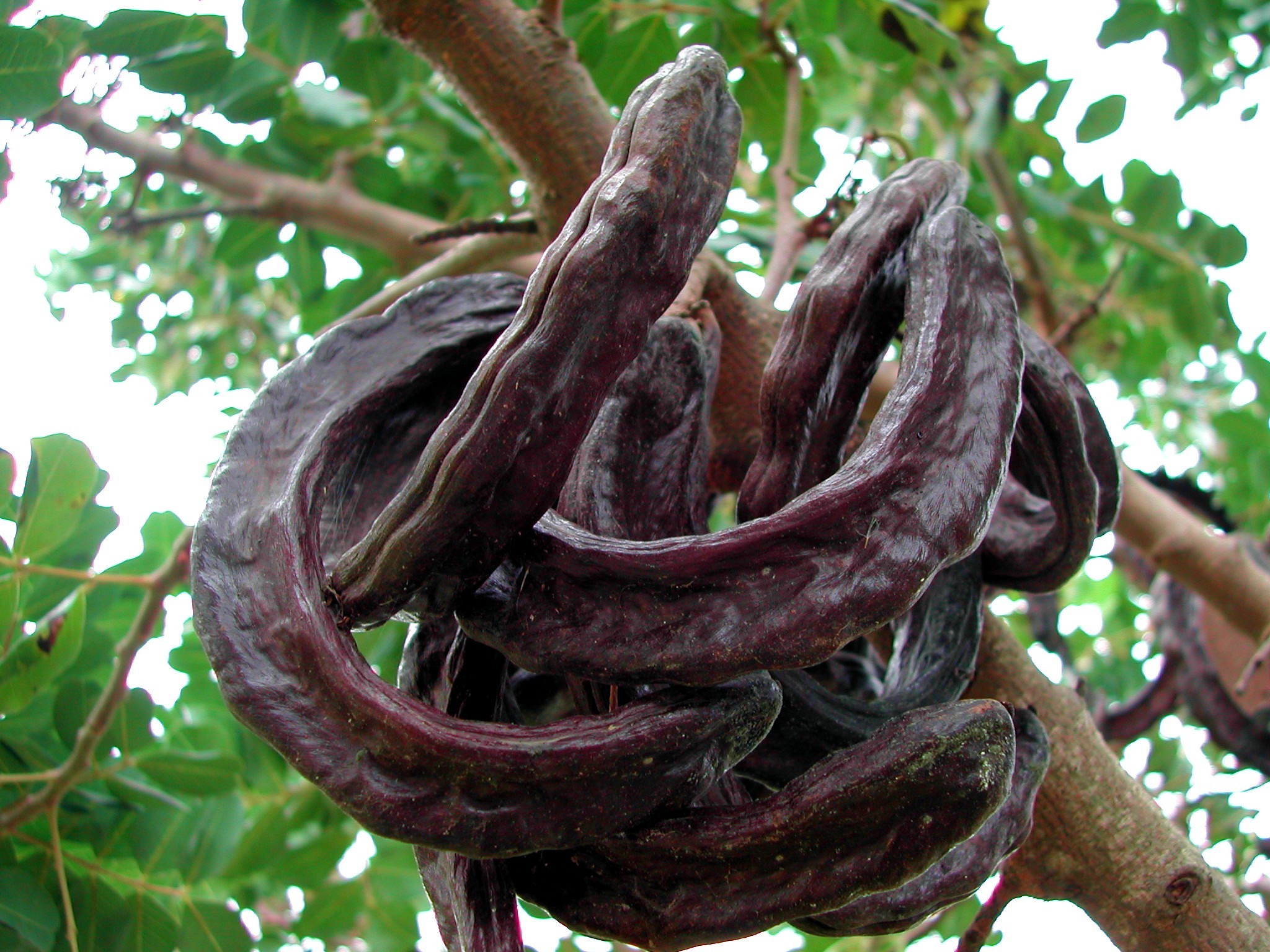
Fructe

## Legături externe
Materiale media legate de Ceratonia la Wikimedia Commons